# تیم ملی والیبال مردان بلغارستان
تیم ملی والیبال مردان بلغارستان تیک تیم والیبال متشکل از مردان والیبالیست کشور بلغارستان است که به نمایندگی از این کشور در میدان‌های بین‌المللی حاضر می‌شود.

## دست آوردها

### بازی‌های المپیک تابستانی
مهمترین دست آورد آن‌ها ۱ نقره جهانی و مدال نقره المپیک تابستانی ۱۹۸۰ است.